# Сним
Сним (англ. Sneem; ирл. An tSnaidhm, Ан тСнайвм) — деревня в Ирландии, находится в графстве Керри (провинция Манстер). В 1987 году деревня выигрывала Irish Tidy Towns Competition.

## Демография

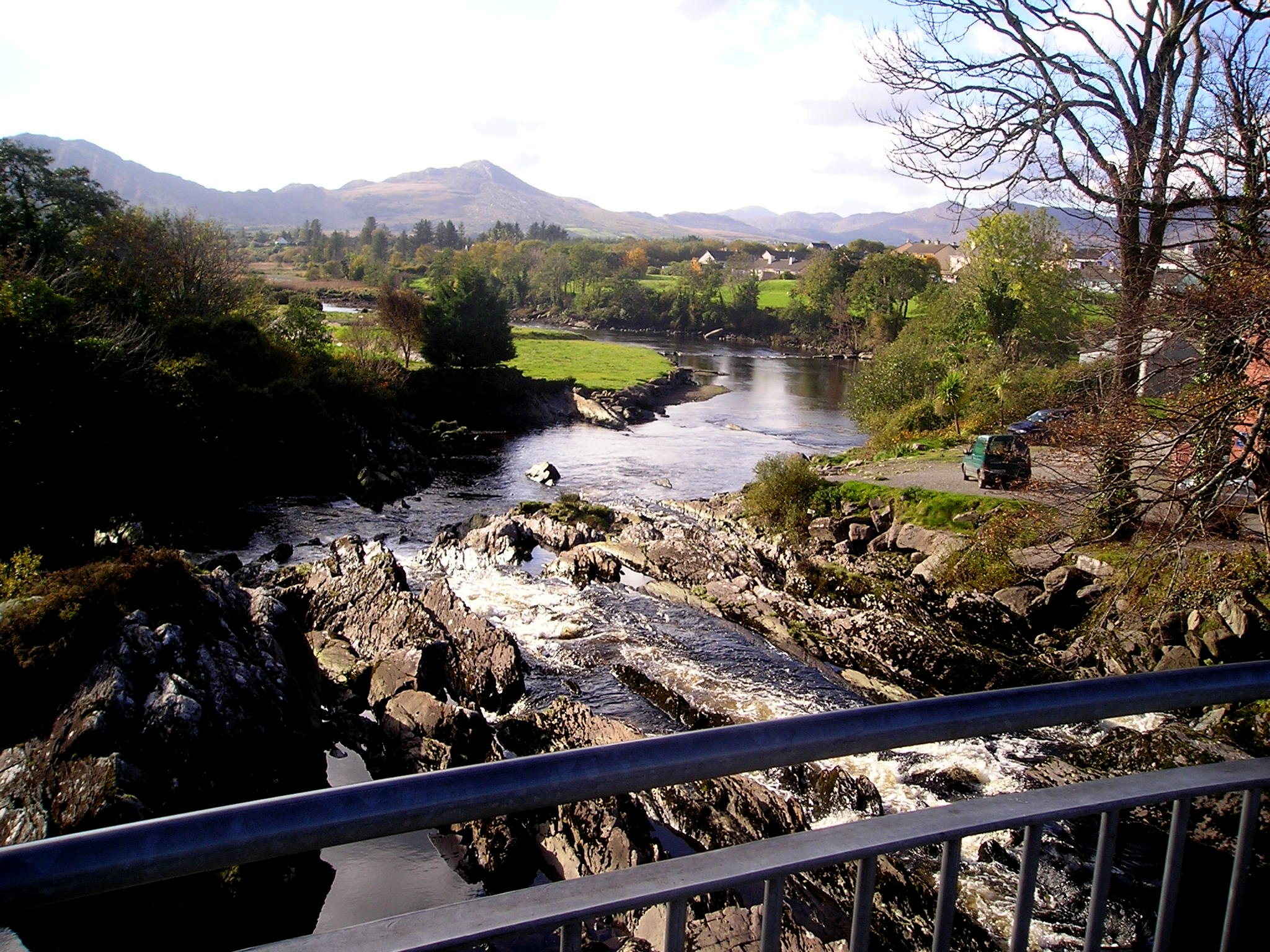
Bridge near town square

Население — 279 человек (по переписи 2006 года). В 2002 году население составляло 285 человек.
Данные переписи 2006 года:
| Общие демографические показатели |               |                               |                               |      |      |
| Всё население                    | Всё население | Изменения населения 2002—2006 | Изменения населения 2002—2006 | 2006 | 2006 |
| 2002                             | 2006          | чел.                          | %                             | муж. | жен. |
| 285                              | 279           | −6                            | −2,1                          | 140  | 139  |

## Достопримечательности

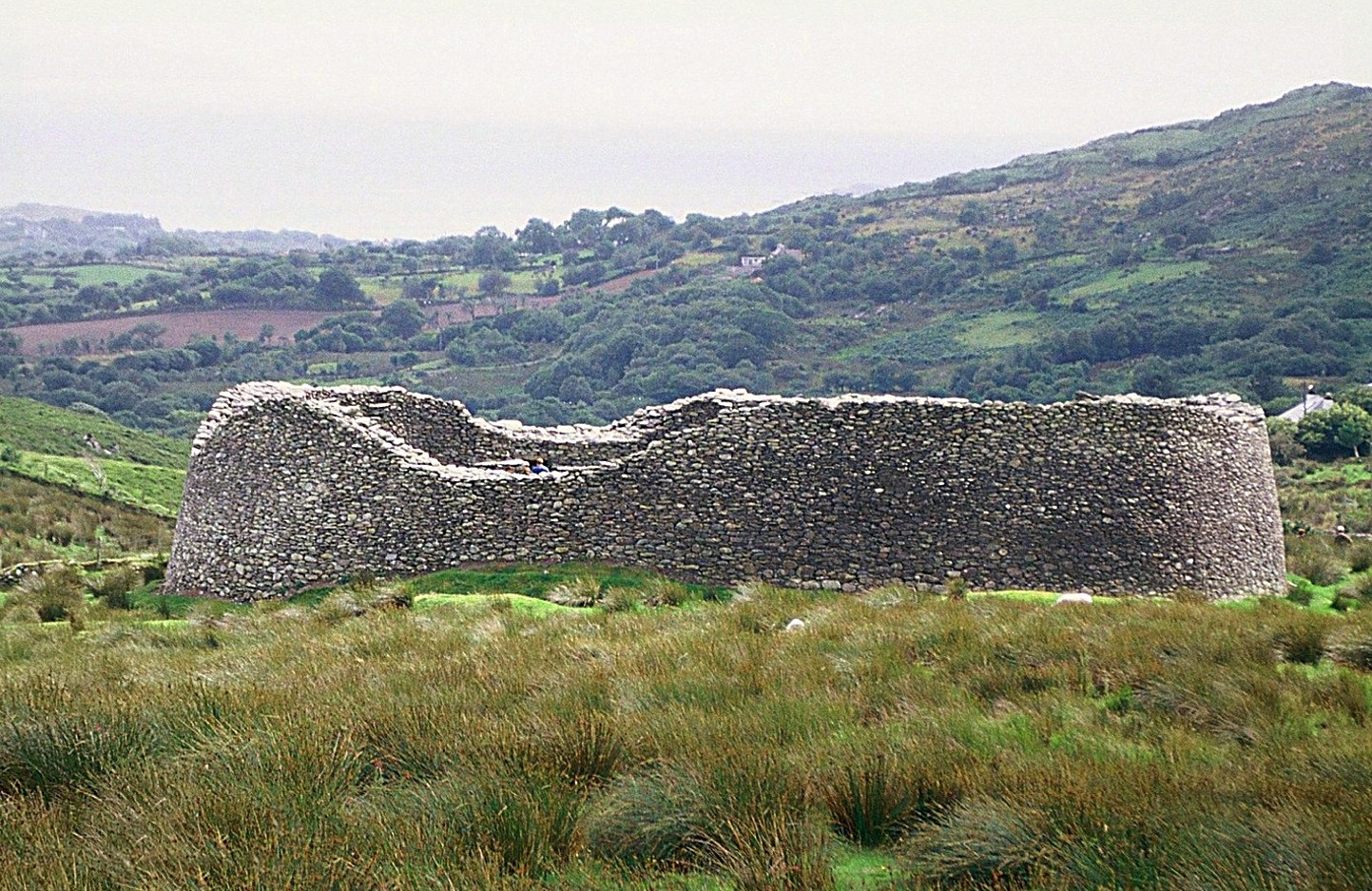
Каменный форт Ань-Штегь

В трёх милях к западу от деревни находится древний каменный форт Ань-Штегь, входящий в список кандидатов в объекты Всемирного наследия ЮНЕСКО. Никаких ремонтных работ в нём не производилось.